# Cosmognathia aquila
Cosmognathia aquila är en djurart som tillhör fylumet käkmaskar, och som beskrevs av Wolfgang Sterrer 1998. Cosmognathia aquila ingår i släktet Cosmognathia och familjen Pterognathiidae. Inga underarter finns listade i Catalogue of Life.